# Визит старой дамы
«Визит старой дамы» (нем. Der Besuch der alten Dame) — «трагическая комедия» в трёх действиях швейцарского прозаика и драматурга Фридриха Дюрренматта.

## История создания
Замысел пьесы возник у драматурга при посещении бернского селения Инс в Зеланде, и позже в рамках «Театра на месте происшествия» пьеса была поставлена на открытой сцене в Инсе.
Впервые «Визит старой дамы» поставлен в Цюрихе 29 января 1956 года.

## Сюжет
Действие происходит в некогда богатом, а ныне разорившемся городе Гюллене. В город приезжает его бывшая жительница, пожилая мультимиллиардерша Клара Цаханассьян. Она предлагает жителям миллиард, а взамен требует, чтобы они убили Альфреда Илла, с которым у неё в юности был роман, но Илл затем отказался признать их ребёнка, из-за чего Клара была вынуждена покинуть город и заняться проституцией. Сначала гюлленцы отвергают предложение Цаханассьян, но будучи уверенными, что кто-нибудь из них всё-таки убьёт Илла, залезают в долги. Когда долги приобретают угрожающие размеры, на закрытом собрании жители города, прикрываясь восстановлением справедливости, выносят смертный приговор Иллу и тут же убивают его. Цаханассьян, которая, как выяснилось, сама и разорила Гюллен, вручает бургомистру чек и отъезжает.

## Некоторые театральные постановки в России
- 1965 — «Московский драматический театр на Малой Бронной». Постановка Андрея Гончарова. В главной роли — Лидия Сухаревская.
- 2008 — «Ленком». Постановка Александра Морфова; художник Андрис Фрейберг. Роли исполняли: Клара — Мария Миронова, Илл — Александр Лазарев[1].
- 2006 — «Казанский государственный академический русский Большой драматический театр имени В. Качалова». Постановка Александра Славутского; художник Александр Патраков. Роли исполняли: Клара — Светлана Романова, Илл — Михаил Галицкий[2].
- 2012 — Национальный академический драматический театр имени М. Горького (г. Минск), спектакль «Загадочный визит». Постановка Бориса Луценко[3].
- 2013 — «Новый театр кукол», Краснодар. Постановка Анатолия Тучкова.
- 2013 — Театр юного зрителя, Нижний Новгород. Постановка Виктора Шраймана[4]. В главных ролях: Ираида Троицкая, Владимир Берегов.
- 2014 — Академический театр комедии имени Н. П. Акимова, Санкт-Петербург. В главных ролях: Ирина Мазуркевич, Дмитрий Лебедев.
- 2017 — Электротеатр «Станиславский». Постановка Олега Добровольского. В главных ролях: Тамара Сагайдак/Алла Казакова, Александр Милосердов.
- 2017 — Малый театр[5]. Режиссёр — Илан Ронен. В главных ролях: Людмила Титова, Василий Бочкарёв.
- 2020 — Свердловский государственный академический театр драмы, Екатеринбург. Постановка Егора Равинского (Москва). В главных ролях: Ирина Ермолова, Анатолий Жихарь.
- 2021 — Омский государственный академический театр драмы
- 2022 — Томский областной театр драмы
- 2024 —  Ставропольский академический театр драмы им. Лермонтова. "Загадочный визит" (постановка Сергея Ковальчика).
- 2025 —  Московский драматический театр имени А. С. Пушкина.  "Сделка" (постановка Игоря Теплова)[6].

## Экранизации
| Год  | Страна                       | Название          | Оригинальное название          | Режиссёр             | Клара Цаханассьян     | Альфред Илл                | Комментарий                                    |
| ---- | ---------------------------- | ----------------- | ------------------------------ | -------------------- | --------------------- | -------------------------- | ---------------------------------------------- |
| 1959 | ФРГ                          | Визит старой дамы | нем. Der Besuch der alten Dame | Людвиг Кремер        | Элизабет Фликеншильдт | Ханс Манке                 | Чёрно-белый телефильм                          |
| 1964 | США · ФРГ · Франция · Италия | Визит             | англ. The Visit                | Бернхард Викки       | Ингрид Бергман        | Энтони Куинн (Серж Миллер) | Чёрно-белый фильм                              |
| 1989 | СССР                         | Визит дамы        | Визит дамы                     | Михаил Козаков       | Екатерина Васильева   | Валентин Гафт              | Телефильм                                      |
| 1992 | Сенегал                      | Гиены             | волоф Ramatou фр. Hyènes       | Джибрил Диоп Мамбети | —                     | —                          | Полнометражный игровой (вольная интерпретация) |
| 2006 | Эстония                      | Визит старой дамы | эст. Vana daami visiit         | Роман Баскин         | Ита Эвер              | Аарне-Мати Юкскюла         | Телефильм                                      |
| 2008 | Германия · Австрия           | Визит старой дамы | нем. Der Besuch der alten Dame | Николаус Лейтнер     | Кристиана Хёрбигер    | Михаэль Мендль             | Телефильм                                      |